# IK Sätra
IK Sätra, bildad 1957, är en idrottsklubb i Sätra, Gävle, som bedriver fotboll, innebandy, ishockey, volleyboll och parasport.